# Eremobates palpisetulosus
Eremobates palpisetulosus är en spindeldjursart som beskrevs av Fichter 1941. Eremobates palpisetulosus ingår i släktet Eremobates och familjen Eremobatidae. Inga underarter finns listade i Catalogue of Life.